# Bottoms (film)
Bottoms is een Amerikaanse film uit 2023, geregisseerd en mede geschreven door Emma Seligman.

## Verhaal
De twee beste vriendinnen PJ en Josie zijn twee lesbisch meisjes die niet bijzonder populair zijn op de Rock Ridge High School. Josie is verliefd op Isabel, maar die heeft een relatie met de quarterback van de middelbare school en Brittany, op wie PJ verliefd is, besteedt niet veel aandacht aan haar.
De meisjes besluiten een vechtclub op te richten en beweren tegen de directrice dat het een zelfverdedigingscursus is, waardoor hun idee ook steun krijgt van de andere meisjes. Met hulp van hun vriendin Hazel starten ze hun activiteiten, hoewel ze de club in het geheim willen gebruiken om aantrekkelijke meisjes seks met hen te laten hebben. Omdat noch PJ noch Josie enige kennis van zelfverdediging hebben, verlopen de lessen tamelijk chaotisch en gewelddadig maar worden toch populair bij de vrouwelijke scholieren.

## Rolverdeling
| Acteur             | Personage        |
| ------------------ | ---------------- |
| Rachel Sennott     | PJ               |
| Ayo Edebiri        | Josie            |
| Ruby Cruz          | Hazel Callahan   |
| Havana Rose Liu    | Isabel           |
| Kaia Gerber        | Brittany         |
| Nicholas Galitzine | Jeff             |
| Wayne Péré         | Directeur Meyers |
| Marshawn Lynch     | Mr. G            |

## Release en ontvangst
Bottoms ging op 11 maart 2023 in première op South by Southwest. De film kreeg overwegend positieve kritieken van de filmcritici, met een score van 90% op Rotten Tomatoes, gebaseerd op 211 beoordelingen.

## Prijzen en nominaties
De belangrijkste:
| Jaar | Prijs                          | Categorie          | Genomineerde(n)                 | Uitslag     |
| ---- | ------------------------------ | ------------------ | ------------------------------- | ----------- |
| 2024 | Critics Choice Awards          | Beste komedie      | Beste komedie                   | Genomineerd |
| 2024 | Film Independent Spirit Awards | Beste script       | Emma Seligman en Rachel Sennott | Genomineerd |
| 2024 | Film Independent Spirit Awards | Beste doorbraakrol | Marshawn Lynch                  | Genomineerd |